# Debra Whitman
Debra "Deb" Whitman es un personaje de cómic en el universo de Marvel Comics, y fue un breve interés amoroso de Peter Parker en los títulos de cómic Spectacular Spider-Man y The Amazing Spider-Man a finales de los 70 y principios de los 80. Ella también tuvo un papel destacado en Spider-Man: La Serie Animada.
También es uno de los primeros personajes en determinar que Peter era Spider-Man, aunque más tarde se convenció de que estaba delirando.

## Biografía
Debra Whitman era secretaria en el departamento de biofísica de la Universidad Empire State. Mientras estaba allí, conoció a Peter y comenzaron a salir. Sin embargo, las cosas siguieron apareciendo en su vida secreta como Spider-Man y él le dio excusas para salir de la cita. Debido a los rechazos de Peter, ella comenzó a salir con Biff Rifkin para recibir apoyo emocional, pero su enamoramiento con Peter no hizo más que crecer.
Debra también sufrió una inestabilidad mental que la llevó a idealizar a las personas e invertir valores. Con Peter creció aún más en ella alucinando que él era Spider-Man. Cuando ella le contó a su psiquiatra acerca de sus alucinaciones, él le pidió a Peter que usara el traje de Spider-Man para darle una confrontación impactante con la realidad para sacarla de la alucinación. Peter se negó e indicó a Biff Rifkin como una fuente de información más confiable. Sin embargo, Biff ya conocía a Debra cuando estaba casada con Mark Whitman. Un día él le preguntó sobre su ojo negro y ella le dio respuestas evasivas. Esa noche él fue a su casa y vio a Mark golpearla. Él la rescató y la llevó al hospital, pero ella insistió en que Mark era un marido amable y gentil, encerrado en la negación. 
Peter luego usó el traje y le dijo que era Spider-Man. La conmoción la hizo recobrar el sentido y decidió abandonar Nueva York para divorciarse.
Durante la "Guerra Civil" de superhéroes, Peter revela su identidad como Spider-Man al mundo. A partir de entonces, se ve a Debra hablando por teléfono con su coescritor sobre su nuevo libro, titulado "DOS LADOS: Cómo Spider-Man arruinó mi vida". Parece desanimada por el título y el tono del libro, pero se compromete a firmar un libro más tarde en el día. Enfurecida, luego arroja artículos por la habitación para eliminar su enojo antes de la firma. En la firma del libro, Spider-Man y el recién lanzado Buitre son vistos planeando estrellarse.
Después de que Spider-Man derrota al Buitre, Debra le revela a Betty Brant que los editores la obligaron a exagerar el daño mental que Peter le había "hecho" para hacer un mejor libro. La madre de Debra había estado enferma y las facturas médicas eran mucho más de lo que podía pagar, así que cuando el Daily Bugle desenterró todas las relaciones pasadas de Peter Parker para ensuciarlo, aprovechó la oportunidad para escribir el libro. Betty convenció a Debra para que le dijera la verdad al Daily Globe, de manera confidencial. 
Para salvar la vida de May Parker (quien estaba cerca de la muerte sin posibilidad de recuperación), Peter y su esposa Mary Jane Watson acuerdan permitir que el demonio Mephisto altere la historia. En la nueva línea de tiempo, Peter y Mary Jane nunca se casaron, y su identidad como Spider-Man fue olvidada. Como consecuencia de estos cambios, el conocimiento de Debra sobre la identidad de Peter (más allá de sus sospechas mientras los dos estaban saliendo) también se borra de la historia.

## En otros medios

### Televisión
- Debra Whitman apareció en la década de 1990 Spider-Man: La Serie Animada con la voz de Liz Georges. Ella era un personaje prominente de apoyo y un interés amoroso para Flash Thompson. La retratan como un intelectual extremadamente agudo. A diferencia de su apariencia cómica, no tiene una relación romántica que la vincule con Peter, sino una rivalidad amistosa. A diferencia de su apariencia cómica, no tiene una relación romántica que la vincule con Peter, sino una rivalidad amistosa. Sin embargo, ella muestra interés a Michael Morbius antes de Flash. Ella tiene el pelo largo y rubio que mantiene atado en una cola de caballo, y lleva gafas. Aunque en los cómics es secretaria, en contraste con los estudiantes de posgrado del título de la serie de televisión, Spectacular Spider-Man, ella es igual a Peter, si no superior en intelecto y academia. Peter una vez la describió como "la hermana pequeña que nunca tuve... o quise". Por lo general, no tuvo un efecto directo en las aventuras de Spider-Man ni se involucró en las tramas, pero en un momento, fue víctima de los poderes del joven Buitre que absorbe, lo que la redujo a una anciana frágil y frágil; el efecto no fue permanente, y la juventud de Debra finalmente regresó. En una forma arquetípica, los opuestos se atraen, Debra desarrolló una atracción inverosímil para el jockish Flash, otro compañero de clase. Sin embargo, ella también estaba enamorada de Morbius, quien era su compañero de laboratorio, pero él le quitó el cepillo, aunque gentilmente pudo, porque estaba con Felicia Hardy, quien más tarde se convirtió en la Gata Negra. Algún tiempo después de que Morbius desapareciera luego de su vampirismo, Debra comenzó a salir con Flash. Más tarde comenzó a trabajar en el proyecto para encontrar a Morbius con el fin de revertir la ingeniería de su maquillaje neogénico y curarlo. Cuando el proyecto fracasó, ella respondió soltando su cabello, tanto física como metafóricamente, mientras trataba de ahogar sus penas con muchas fiestas nocturnas. Al final, incluso Flash tuvo que poner sus pies en el suelo y decirle a Debra que tenía que calmarse. Finalmente, Debra logró que se pusiera de acuerdo y reanudara su estilo de vida más normal y estudioso, aunque ella y Flash aparentemente todavía se ven.
- Debra Whitman aparece en The Spectacular Spider-Man. En este programa, Debra Whitman es una chica afroamericana que es la secretaria de Miles Warren y trabaja en ESU con los Dres. Curt y Martha Connors después de que Miles se traslada con ellos. La mencionan para ser el reemplazo de Eddie Brock que desapareció. Esta versión de Debra no tiene ningún interés romántico en Peter, aunque la versión del programa de Gwen Stacy se parece un poco a Debra en los cómics, como usar lentes hasta que se los quitó y se acercó más fielmente a su contraparte de cómics.

### Película
- Aunque en realidad no aparece, una personaje llamada Missy Kallenback aparece en la película de 2012 The Amazing Spider-Man, que parece estar parcialmente inspirada en Debra, como una chica con gafas particularmente nerd con la que Peter es amigable y protector cuando es molestada por Flash Thompson en la clase de gimnasia.

## Enlaces enlaces
- A profile of Debra Whitman, the 1970s supporting character
- Debra's Profile at Spiderfan.org Archivado el 19 de mayo de 2006 en Wayback Machine.
- The Return of Debra Whitman at Marvel.com

- Datos: Q3704417